# Kardinaal-vicaris
De kardinaal-vicaris (Italiaans: Cardinale Vicario), officieel ook wel aangeduid als de Vicaris-generaal van Zijne Heiligheid voor het bisdom Rome, is degene die namens de paus de dagelijkse leiding heeft over het bisdom Rome, waarvan de paus feitelijk de residerend bisschop is.
De vicaris-generaal van Rome is in beginsel (sinds 1558) kardinaal, vandaar zijn officieuze titel. Is degene die het vicariaat waarneemt nog geen kardinaal gecreëerd, dan wordt zo iemand (naar analogie van de overige afdelingen van de Romeinse Curie, waar een prefect die nog geen kardinaal is pro-prefect wordt genoemd), aangeduid als pro-vicaris generaal voor het bisdom Rome. De kardinaal-vicaris is in de regel een hulpbisschop die de rang heeft van titulair aartsbisschop. Aangezien de paus zich voornamelijk richt op de wereldkerk, is de kardinaal-vicaris de facto de hoogste bestuurder van het bisdom Rome. De kardinaal-vicaris is een van de weinige hoge curiefunctionarissen die, na de dood of het aftreden van de paus, in functie blijft. 
In de regel is de kardinaal-vicaris tevens aartspriester van de Sint-Jan van Lateranen, feitelijk de kathedrale kerk van het bisdom. Ambtshalve is hij ook grootkanselier van de Pauselijke Lateraanse Universiteit. 
Vicaris-generaal van Rome is sinds 6 oktober 2024 Baldassare Reina.

## Kardinaal-vicaris (1558–heden)
1. Virgilio Rosari (1558–1559)
2. Giacomo Savelli (1560–1587)
3. Girolamo Rusticucci (1588–1603)
4. Camillo Borghese (1603–1605), latere paus Paulus V
5. Girolamo Pamphili (1605–1610)
6. Giovanni Garzia Millini (1610–1629)
7. Marzio Ginetti (1629–1671)
8. Paluzzo Paluzzi Altieri degli Albertoni (1671)
9. Gasparo Carpegna (1671–1714)
10. Niccolò Caracciolo (pro-vicaris, 1715–1717)
11. Giandomenico Paracciani (1717–1721)
12. Fabrizio Paolucci (1721–1726)
13. Prospero Marefoschi (1726–1732)
14. Giovanni Guadagni, OCD (1732–1759)
15. Antonio Erba-Odescalchi (1759–1762)
16. Marcantonio Colonna (iuniore, 1762–1793)
17. Andrea Corsini (1793–1795)
18. Giulio Maria della Somaglia (1795–1818)
19. Lorenzo Litta (1818–1820)
20. Annibale della Genga (1820–1823), latere paus Leo XII
21. Placido Zurla (1824-1834)
22. Carlo Odescalchi (1834–1838)
23. Giuseppe della Porta Rodiani (1838–1841)
24. Costantino Patrizi Naro (1841–1849)
25. Raffaele Monaco La Valletta (1876–1880)
26. Lucido Parocchi (1884–1899)
27. Domenico Jacobini (1899–1900)
28. Pietro Respighi (1900–1913)
29. Basilio Pompilj (1913–1931)
30. Francesco Marchetti Selvaggiani (1931–1951)
31. Clemente Micara (1951–1965)
32. Luigi Traglia (1965–1968)
33. Angelo Dell'Acqua (1968–1972)
34. Ugo Poletti (1973–1991)
35. Camillo Ruini (1991–2008)
36. Agostino Vallini (2008–2017)
37. Angelo De Donatis (2017–2024)
38. Baldassare Reina (2024-heden)